# Žlutice
Žlutice är en stad i Tjeckien.   Den ligger i regionen Karlovy Vary, i den västra delen av landet, 90 km väster om huvudstaden Prag. Žlutice ligger 520 meter över havet och antalet invånare är 2 817.
Terrängen runt Žlutice är lite kuperad. Runt Žlutice är det glesbefolkat, med 17 invånare per kvadratkilometer. Närmaste större samhälle är Toužim, 13,1 km väster om Žlutice. Trakten runt Žlutice består till största delen av jordbruksmark.